# True Blue / Renren...
Pour les articles homonymes, voir True Blue.
Singles de ZONE
Shiroi Hana
(2002) H.A.N.A.B.I ~Kimi ga Ita Natsu~
(2003)
True Blue / Renren... est le 9e single major du groupe ZONE sous le label Sony Music Records et le 10e en tout, sorti le 16 avril 2003 au Japon. Il arrive 3e à l'Oricon et reste classé 22 semaines pour un total de 143 000 exemplaires vendus dans cette période.
True Blue a été utilisé comme thème de fermeture de l'anime Astro Boy, tandis que Renren... A été utilisé comme campagne publicitaire pour Furuuche Ajia de Hausu Shokuhin. Les 2 pistes se trouvent sur l'album N et sur la compilation E ~Complete A side Singles~. True Blue se trouve aussi sur l'album en hommage au groupe ZONE Tribute ~Kimi ga Kureta Mono~.

## Liste des titres
Toutes les paroles sont écrites par Machida Norihiko (町田紀彦).
| 1. | True Blue                         | Machida Norihiko (町田紀彦), Takashi Yoshimatsu (吉松隆) | 4:09 |
| 2. | Renren... (恋々…)                 | Machida Norihiko (町田紀彦)                              | 4:13 |
| 3. | True Blue (backing track)         | Machida Norihiko (町田紀彦), Takashi Yoshimatsu (吉松隆) | 4:09 |
| 4. | Renren... (backing track) (恋々…) | Machida Norihiko (町田紀彦)                              | 4:09 |